# El Ahuejote, Tixtla de Guerrero
El Ahuejote är en ort i Mexiko.   Den ligger i kommunen Tixtla de Guerrero och delstaten Guerrero, i den södra delen av landet, 210 km söder om huvudstaden Mexico City. El Ahuejote ligger 1 848 meter över havet och antalet invånare är 416.
Terrängen runt El Ahuejote är huvudsakligen kuperad, men åt sydväst är den bergig. Runt El Ahuejote är det ganska tätbefolkat, med 60 invånare per kvadratkilometer. Närmaste större samhälle är Chilapa de Alvarez, 10,9 km öster om El Ahuejote. I omgivningarna runt El Ahuejote växer huvudsakligen savannskog.